# Isoetes heterospora
Isoetes heterospora är en kärlväxtart som beskrevs av Amos Eaton. Isoetes heterospora ingår i släktet braxengräs, och familjen Isoetaceae. Inga underarter finns listade i Catalogue of Life.